# Takeshi Obata
小畑 健
Œuvres principales
- Hikaru no go
- Death Note
- Blue Dragon : Ral Ω Grad
- Bakuman.
- All You Need Is Kill
- School Judgment
- Platinum End
- Show-ha Shoten!

Takeshi Obata (小畑・健, Obata Takeshi) est un dessinateur de manga japonais. Il est né le 11 février 1969 à Niigata dans la préfecture de Niigata, au Japon.
Il s'occupe principalement de dessiner dans l'ensemble de ses projets, laissant le scénario à différents scénaristes (原作者, gensakusha, litt. « auteur d'œuvre originale »).

## Biographie
Il fait ses débuts dans le manga à l'âge de 16 ans avec l'œuvre 500 kounen no shinwa (littéralement « Mythologie a 500 années-lumière »), qui est récompensée par le second prix Osamu Tezuka. Il est ensuite encadré par Makoto Niwano avant de commencer sa première série Cyborg ji chan G (littéralement « G le cyborg vieillard »).
Sa première œuvre à être adaptée en animé est Ningyo-soshi ayatsuri sakon (appelée en France "Sakon le ventriloque"). Il est connu pour avoir travaillé sur Hikaru no go, histoire basé sur le jeu de go, Blue Dragon : Ral Ω Grad ainsi que sur le manga Death Note avec comme scénariste Tsugumi Ōba.
Nobuhiro Watsuki, l'auteur de Kenshin le vagabond, fut son assistant jusqu'en 1993 et considère Takeshi Obata comme son mentor[réf. nécessaire]. Ils ont d'ailleurs étudié le manga ensemble[Quand ?] à l'école spécialisée JAM « Japan Animation & Manga College » dans la ville de Niigata à l’ouest du Japon.[pas clair] 
En 2008, il entame, toujours avec Tsugumi Ōba, la publication de Bakuman., un manga narrant les péripéties de deux adolescents dont le rêve est de devenir mangakas. Cette même année, il est présent à la Japan Expo à Paris.
En 2009, il travaille en tant que character designer sur le jeu vidéo Castlevania Judgment.
À partir de janvier 2014, il dessine l'adaptation manga du light novel All You Need Is Kill de Hiroshi Sakurazaka sur un scénario de Ryōsuke Takeuchi. En décembre 2014, il relance le manga Gakkyū Hōtei avec Enoki Nobuaki, à l'origine du projet, en tant que scénariste.
En novembre 2015, il reforme un duo avec Tsugumi Ōba et, ensemble, ils commencent une nouvelle série dans le magazine Jump Square : Platinum End. La série est disponible en version française et compilé en 14 volumes au format papier par Kazé.
En octobre 2021, Takeshi Obata revient au dessin pour une série mensuelle publiée dans le Jump Square, Show-ha Shoten!, sur un scénario d'Akinari Asakura. Viz Media a acquis la licence de la série pour une diffusion en anglais en Amérique du Nord.
En 2022, il travaille en tant que character designer sur le film Bubble.

## Œuvres

### Mangas
- 1985 : 500 kounen no shinwa
- 1989 : Cyborg Jiichan G (sous le pseudonyme de Ken Kobatake)
- Deteki teoku Rei! Kami Taro-kun
- 1991 - 1992 : Arabian Majin Bokenta Ranpoo (魔神冒険譚(アラビアン)ランプ・ランプ?) (scénario de Susumu Sendo)
- Mugen Doshi - Dream Master
- 1992 – 1993 : Rikijin Densetsu - Oni wo Tsugu mono
- 1995 – 1996 : Karakurizoshi Ayatsuri Sakon (人形(からくり)草紙あやつり左近?) avec Sharakumaro
- 1998 – 2003 : Hikaru no go avec Yumi Hotta
- 2003 : Hajime avec Otsuichi
- 2003 – 2006 : Death Note (scénario de Tsugumi Ōba)
- 2006 – 2007 : Blue Dragon : Ral Ω Grad avec Tsuneo Takano
- 2008 : Hello Baby (one shot avec Masanori Morita)
- 2008 : Urooboe Uroboros (うろおぼえウロボロス?) (scénario de Nishio Ishin[10])
- 2008 – 2012 : Bakuman. (scénario de Tsugumi Ōba)
- 2014 : All You Need Is Kill (scénario de Ryōsuke Takeuchi)
- 2014 : RKD-EK9 (one shot avec scénario de Nishio Ishin[11])
- 2014 - 2015 : School Judgment (scénario de Enoki Nobuaki)[12]
- 2015 - 2021 : Platinum End (scénario de Tsugumi Ōba)
- 2021 - en cours : Show-ha Shoten! (ショーハショーテン！?) (scénario de Asakura Akinari)[7]

### Jeu vidéo
- 2009 : Castlevania Judgment

## Distinctions
- 2000 : 45e prix Shōgakukan catégorie shōnen pour Hikaru no go – avec Yumi Hotta (scénariste)
- 2003 : 7e prix culturel Osamu Tezuka - Prix de l'innovation (nouveau prix) pour Hikaru no go[13] – avec Yumi Hotta (scénariste)
- 2007 : Prix Peng ! du meilleur manga pour Death Note (avec Tsugumi Ōba)
- 2011 : Japan Expo Awards : meilleur shōnen pour Bakuman  (avec Tsugumi Ōba (scénariste)[14])